# Luiza Monteiro
Luiza Monteiro (Salvador, 23 de novembro de 1988) é uma competidora brasileira de submission grappling e faixa-preta 2º grau de jiu-jitsu brasileiro. Ela conquistou medalhas de ouro nos quatro principais campeonatos mundiais de kimono e no sem kimono (No-Gi) em três desses eventos.

## Biografia
Luiza Monteiro nasceu em 23 de novembro de 1988, em Salvador, Bahia, Brasil. Sua família se mudou para Niterói quando ela ainda era bebê. Monteiro começou a treinar por volta dos 13 anos e passou por diversas academias antes de receber sua faixa-preta em 2010 de Rodrigo Cavaca.
No início de 2018, Luiza se juntou ao time Atos Jiu-Jitsu em San Diego, Califórnia, onde treina ao lado de competidores como André Galvão,  Kaynan Duarte e Lucas Barbosa.

## Carreira Competitiva
Em 26 de março de 2023, Monteiro ganhou uma medalha de ouro na divisão leve do Campeonato Pan 2023 da IBJJF. Em seguida, ela competiu no Campeonato Brasileiro de Jiu-Jitsu em 7 de maio de 2023 e ganhou o ouro na divisão leve.
Monteiro competiu em uma superluta contra Nathalie Ribeiro no ADXC 1 em 20 de outubro de 2023. Ela venceu a luta por decisão unânime.
Monteiro foi convidada para competir na divisão feminina dos pesos leves do The Crown em 19 de novembro de 2023, juntamente com Brianna Ste-Marie, Janaina Lebre e Nathalie Ribeiro. Ela venceu as duas adversárias e ganhou o torneio.
Monteiro competiu contra Elisabeth Clay no UFC Fight Pass Invitational 5 em 10 de dezembro de 2023. Ela perdeu a luta por finalização.
Monteiro competiu contra Julia Alves em uma superluta no BJJ Stars 12 em 27 de abril de 2024. Ela perdeu a luta por pontos.
Monteiro ganhou uma medalha de ouro na categoria leve no Campeonato Mundial da IBJJF de 2024, e anunciou sua aposentadoria do torneio logo em seguida.
Monteiro competiu na categoria leve na segunda edição do The Crown em 17 de novembro de 2024.

## Estilo de luta
Monteiro é conhecida por suas chaves de perna, incluindo footlocks e toeholds, finalizando três oponentes durante sua campanha de medalha de ouro no Europeu de 2016.

## Resumo Competitivo
Principais conquistas (Faixa Preta)
- Campeã Mundial IBJJF (2015 / 2017)
- Campeã Mundial IBJJF No-Gi (2012 / 2013 / 2014)
- Campeã Pan-americana IBJJF (2011 / 2013 / 2014 / 2016 / 2018 / 2019 / 2020 / 2021)
- Campeã Pan-americana IBJJF No-Gi (2014[a])
- Campeã Brasileira IBJJF (2011[a] / 2012 / 2013 / 2015 / 2023)
- Campeã Européia IBJJF (2019 / 2023)[18]
- IBJJF NYC Pro Champion (2014[b])
- IBJJF Queen Of Mats winner (2019)
- Vice-campeã brasileira IBJJF (2015[b])
- Vice-campeã Pan-americano IBJJF (2015)
- Vice-campeã Mundial IBJJF (2011 / 2012 / 2014[b] / 2018 / 2019 / 2021)
- Vice-campeã Européia IBJJF (2019[b])
- Vice-campeã 3CG Kumite 7 Grand Prix (2020)
- 3º lugar Campeonato Mundial IBJJF (2014[b] / 2012[b])
- 3º lugar IBJJF Campeonato Mundial No-Gi (2012 / 2013 / 2014)
- 3º lugar Pan-americano IBJJF (2011[b] / 2012 / 2013)
- 3º lugar Campeonato Brasileiro IBJJF (2013[b])

Principais conquistas (Faixas Coloridas):
- Vice-campeã Campeonato Pan-Americano IBJJF (2010 marrom)
- 3º lugar Campeonato Mundial IBJFF (2010 marrom)

## Linhagem de instrutores
Carlos Gracie > Carlson Gracie > Élcio Figueiredo > Rodrigo Cavaca > Luiza Monteiro:

## Ver Também
- Gabi Pessanha
- Braulio Estima
- Cyborg Abreu
- Ffion Davies
- Mayssa Bastos
- Maggie Grindatti
- Beatriz Mesquita
- Samantha Cook
- Gezary Matuda
- Margot Ciccarelli
- Emily Kwok